# 劉玉成
劉玉成（1542年—？），字自復，號谷簾，直隸蘇州府長洲縣民籍，太倉州人，明朝政治人物。

## 生平
隆慶元年（1567年）丁卯科應天府鄉試第一百十三名舉人。隆慶五年（1571年）中式辛未科會試第七十四名，三甲第二百八十八名進士。都察院觀政，授汀州府推官，萬曆五年（1577年）升南京刑部主事，六年养病。九年复除南京兵部主事，十年升员外郎，升礼部郎中，十四年升汀州府知府，十八年升湖广按察司副使，二十一年四月升雲南右参政兼佥事，整饬腾冲兵备，本年九月轉湖广左参政。

## 家族
曾祖劉文備；祖父劉坤；父劉之良，贈南京刑部郎中；母尤氏。慈侍下。弟玉振、玉節。